# ABBA – The Movie
ABBA – The Movie er en svensk musikfilm fra 1977, der handler om en turné med musikgruppen ABBA. Filmen er lavet af Lasse Hallström.
Filmen er optaget i Australien, under ABBA's turné i 1977.

## Handling
Filmen omhandler dj'en Ashley Wallace, der skal lave et radioprogram om ABBA's Australiens-turné, han er dog ikke særlig kompetent til sit job og får store problemer med at få det interview, han gerne vil have. I filmen vises desuden mange af optrædenerne fra ABBA's turné.

## Medvirkende
ABBA:
- Agnetha Fältskog
- Benny Andersson
- Björn Ulvaeus
- Anni-Frid Lyngstad
- Ashley Wallace: Robert Hughes

## Ekstern henvisning
- ABBA – The Movie på Internet Movie Database (engelsk)
- ABBA – The Movie på Filmdatabasen
- ABBA – The Movie i Svensk Filmdatabas (svensk)
- ABBA – The Movie på AlloCiné (fransk)
- ABBA – The Movie på MovieMeter (nederlandsk)
- ABBA – The Movie på AllMovie (engelsk)
- ABBA – The Movie på Turner Classic Movies (engelsk)
- ABBA – The Movie på The Movie Database (engelsk)
- ABBA – The Movie på Rotten Tomatoes (engelsk)
- ABBA – The Movie på Filmaffinity (engelsk)